# Jacques Moreau (homme politique)
Pour les articles homonymes, voir Jacques Moreau et Moreau.
Jacques Moreau, né le 25 août 1933 à Saint-Estèphe (Gironde) et mort le 24 janvier 2017 à Paris (Île-de-France), est un homme politique français.

## Biographie

### Jeunesse et études
Il suit des études de philosophie et obtient une licence de philosophie à l'université de Paris. Il entre ensuite à l'Institut d'études politiques de Paris. Il entre ensuite au sein de la Fondation nationale des sciences politiques.
Il milite à l'UNEF, où il fait la connaissance de Claude Neuschwander.

### Parcours professionnel
Il poursuit sa carrière syndicale au sein de la CFTC de 1964 à 1967, où il rencontre Georges Lavau et Paul Vignaux. À partir de 1970, il occupe différentes fonctions au sein de la CFDT. Il en devient un des membres les plus influents. Il en devient le vice-président.
Il s'engage également en politique au sein du MLP, l'UGS et le PSU. Il est alors un proche de Jacques Delors, dont il est parfois décrit comme le confident.
Il est élu au Parlement européen le 17 juillet 1979. Il est président de la Commission économique et monétaire du Parlement. Il participe à un groupe de travail du Commissariat général du Plan consacré à la stratégie européenne de la France dans les années 1980. Il conserve son siège jusqu'en juillet 1984.
Il écrit plus tard des livres sur le socialisme français.
Il meurt le 24 janvier 2017 à Paris,.

## Détail des fonctions et des mandats
Mandat parlementaire
- 17 juillet 1979 - 23 juillet 1984 : Député européen